# Поющие вместе
«Поющие вместе» — российский музыкальный коллектив, при его создании исполнявший социально-ориентированные и пропагандистские песни. Автор стихов к песням коллектива — поэт Александр Елин. Первый продюсер группы Николай Гастелло определял проект как агитбригаду, а директор группы — как социально-позитивный проект.
Группа прекратила существование в 2004 году из-за внутренних разногласий и была возрождена в 2015 году в новом составе.

## Состав группы
2002—2004
- Ирина Козлова
- Яна Дайнеко[к 1]
- Лариса Лычагина

2015
- Аня Павлова
- Ира Гоношенко
- Катя Кочетова

## Песни
- «Маленькое чудо» — песня против абортов.
- «Мой депутат»
- «Новый Год»
- «Солнечный круг» (вместе с Crazy Frog)
- «Вкладывай здесь» — против вывоза капиталов из России
- «Такого, как Путин!» (в английском варианте — «You Must Be Like Putin»)[3][4]
- «Твоя девчонка»
- «Наш город»
- «Позвони домой (папа)»
- «Если бы не пиво»
- «Крылатые качели»
- «Парад Победы» (2015)
- «Нос С Горбинкой» (2015)